# Temple mormon de Manti
Le temple mormon de Manti est le cinquième temple à avoir été édifié par l’Église de Jésus-Christ des saints des derniers jours et le troisième dans l’Utah. Lorenzo Snow l’a dédié le 17 mai 1888.